# Escoira
Escoira (llamada oficialmente A Escoira) es una aldea española situada en la parroquia de Joibán, del municipio de Villalba, en la provincia de Lugo, Galicia.

## Demografía
| Gráfica de evolución demográfica de 2000 entre 18 y 10 |
|                                                        |
| Datos según el nomenclátor publicado por el INE.       |